# Buenavista (Córdoba)
Buenavista è un comune della Colombia facente parte del dipartimento di Córdoba.
Il centro abitato venne fondato da José Francisco Rojas Guerra nel 1950, mentre l'istituzione del comune è del 13 novembre 1969.